# Conceição (Paraíba)
Pour les articles homonymes, voir Conceição.
Conceição est une ville brésilienne du sud-ouest de l'État de la Paraíba.
Sa population était estimée à 17 496 habitants en 2007. La municipalité s'étend sur 579 km2.